# David Vincent (musicien)
Cet article concerne le chanteur américain. Pour le chanteur français, voir Les Amis d'ta femme.

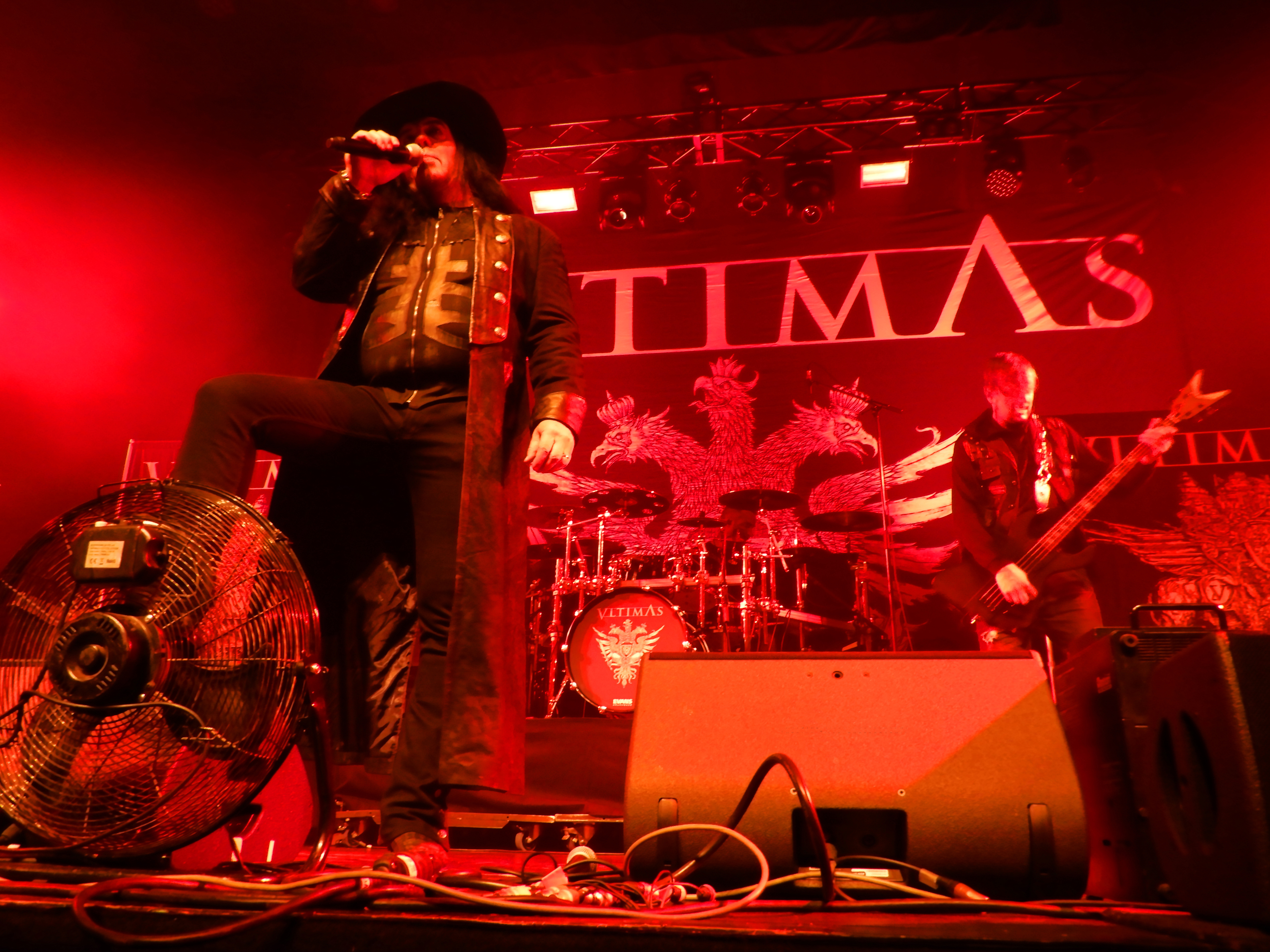
David Vincent (Vltimas) en concert à Nantes le 29 janvier 2020.

David Vincent est un chanteur de death metal américain né le 22 avril 1965.

## Biographie
En 1986, après avoir produit leur album demo, David Vincent devient chanteur et bassiste du groupe Morbid Angel.
Morbid Angel enregistre en 1989 Altars of Madness qui fait de Morbid Angel un meneur du mouvement death metal avec des groupes comme Death, Obituary, Massacre et Cannibal Corpse.
Morbid Angel sorti ensuite Blessed are the Sick (1991) et Covenant (1993).
En 1996, David Vincent quitte Morbid Angel après 10 ans de présence dans le groupe, car il s'est lassé du death metal.
Après avoir brievement fait partie d'un projet de metal industriel nommé Genitorturers, David Vincent fait son retour dans Morbid Angel en 2004.
En 2011, le groupe sort un nouvel album avec David Vincent, Illud Divinum Insanus.
Il fait partie depuis 2011 de Terrorizer, avec Pete Sandoval.
En 2016 il fonde I Am Morbid avec l'ancien batteur de Morbid Angel Tim Yeung, Bill Hudson (Circle II Circle, Jon Oliva's Pain) et Ira Black (Vicious Rumors, Lizzy Borden, Heathen). Parallèlement il monte aussi un groupe de musique country.
En mai 2017 il remplace Lemmy Kilmister au sein du groupe Headcat.

## Discographie

### Avec Morbid Angel: chant et basse
- Altars of Madness (1989)
- Blessed are the Sick (1991)
- Covenant (1993)
- Domination (1995)
- Entangled in Chaos (live)(1996)
- Illud Divinum Insanus (2011)

Production
- Abominations of Desolation (1986)

### Avec Terrorizer: basse
- World Downfall (1989)
- Hordes of Zombies (2012)